# Centre international d'étude du XVIIIe siècle
Le Centre international d’étude du XVIIIe siècle ou CIEDS poursuit des projets de recherche et entreprend des publications (électroniques et sur papier) sur tout aspect du XVIIIe siècle. Il travaille généralement avec d’autres institutions de recherches pour mettre en valeur et diffuser leurs travaux.
Basé à Ferney-Voltaire (France), son président est Andrew Brown (directeur de la Voltaire Foundation de l’université d’Oxford jusqu’en 1997) et son directeur de recherches est Ulla Kölving (spécialiste de la Correspondance littéraire de Grimm et Meister, responsable du renouveau des Œuvres complètes de Voltaire depuis 1984).